# Пирани
Пираните (Serrasalminae) са подсемейство всеядни сладководни риби от семейство пиранови (Serrasalmidae). Обитават големите реки на Южна Америка – Амазонка и нейните притоци, Ориноко, Рио Парагвай и др. Известни са с острите си зъби и ненаситния си апетит за месо. Броят на видовете в семейството не е уточнен и според различни източници варира от под 30 до над 60. Традиционно само четирите рода Pristobrycon, Pygocentrus, Pygopristis and Serrasalmus се считат за „истински пирани“ заради тясно специализираните им зъби.
Обикновено пираните се движат на пасажи от няколко риби – от двойка до над 20 – 30 риби. Груповите им атаки им позволяват да убиват по-едри от тях животни. Отлично умеят да надушват кръвта и това привлича към нападната жертва множество други пирани. Така върху плячката се нахвърля непрекъснато растящата „орда“ от пирани, които могат да станат стотици. Тези страховити хищници са способни за 30 минути да изядат животно с размерите на кон, което ги прави едни от най-хищните същества на планетата.
Всъщност в менюто им преобладават риби, насекоми, мърша, но понякога нападат и доста едри животни, особено ако по тялото им има малка кървяща рана, което привлича стотици от тези риби.

## Размери и размножаване
Пираните са сравнително дребни риби. Достигат на дължина 14 – 26 cm, но се съобщава и за пирани, дълги до 43 cm екземпляри. Женските риби обикновено са по-едри от мъжките. Размножават се чрез хайвер, който снасят в добре защитени места. Малките се излюпват след 2 – 3 денонощия.

## Пиранята в местните култури
Още първите европейски колонизатори в Южна Америка се сблъскали с тази риба, която всявала ужас, както сред тях, така и сред местните индианци. Пираните често са почитани от коренните жители, като сред някои индиански племена от басейна на Амазонка е и обожествявана. Няколко индиански племена от Бразилия, Венецуела, Гвиана и Перу свързва интересен обичай на погребение. Трупът на умрелия, украсен с цветя, под ритъма на песни се спуска във водите на реката. Само след миг водата около трупа буквално закипява. Върху него се нахвърлят пирани, чиито брой расте с всяка секунда и достига стотици. Само след няколко минути от водата се изважда скелет.
На домашните животни, които гледат местните, често се случва да пресичат реки и те нерядко пострадват от това. За пътешествието си в Амазония през 1936 г. германският изследовател Бломберг в книгата си „В търсене на анаконда“ пише: „Срещнахме хора, които са загубили пръстите си, части от крайниците или имат белези от ухапвания на пирани; крави, на които при водопой рибите са отхапали муцуните; а местните разказаха, че нерядко губели бикове, волове и домашни птици, всички станали жертва на тези отвратителни хищници“.
Съществуват много видове пирани, като най-зловеща слава има червената пираня, считана за най-хищна от всички.

## Класификация
Подсемейство Пирани
- Род Acnodon
  - Вид Acnodon normani
  - Вид Acnodon oligacanthus
- Род Catoprion
  - Вид Забрадена пираня (Catoprion mento)
- Род Citharinus
  - Вид Citharinus citharus citharus
- Род Colossoma
  - Вид Colossoma bidens
  - Вид Colossoma brachypomus
  - Вид Колосома (Colossoma macropomum)
  - Вид Colossoma oculus
  - Вид Colossoma orbignyanum
- Род Metynnis
  - Вид Metynnis altidorsalis
  - Вид Metynnis argenteus
  - Вид Metynnis fasciatus
  - Вид Metynnis guaporensis
  - Вид Metynnis hypsauchen
  - Вид Metynnis lippincottianus
  - Вид Metynnis luna
  - Вид Metynnis maculatus
  - Вид Metynnis mola
  - Вид Metynnis otuquensis
- Род Mylesinus
- Род Myletes
- Род Myleus
  - Myleus rubripinnis
  - Myleus schomburgki
- Род Myloplus
- Род Mylossoma
  - Вид Mylossoma duriventre
- Род Ossubtus
  - Вид Ossubtus xinguense
- Род Piaractus
- Род Pristobrycon
  - Вид Pristobrycon aureus
  - Вид Pristobrycon calmoni
  - Вид Pristobrycon careospinus
  - Вид Pristobrycon maculipinnis
  - Вид Pristobrycon striolatus
- Род Pygocentrus
  - Вид Pygocentrus cariba
  - Вид Червена пираня (Pygocentrus nattereri)
  - Вид Pygocentrus piraya
- Род Pygopristis
  - Вид Pygopristis denticulata
- Род Serrasalmus – същински пирани
  - Вид Serrasalmus altispinis
  - Вид Serrasalmus altuvei
  - Вид Serrasalmus brandtii
  - Вид Serrasalmus compressus
  - Вид Serrasalmus eigenmanni
  - Вид Serrasalmus elongatus
  - Вид Serrasalmus geryi
  - Вид Serrasalmus gibbus
  - Вид Serrasalmus gouldingi
  - Вид Serrasalmus hastatus
  - Вид Serrasalmus hollandi
  - Вид Serrasalmus humeralis
  - Вид Serrasalmus irritans
  - Вид Serrasalmus maculatus
  - Вид Serrasalmus manueli
  - Вид Serrasalmus marginatus
  - Вид Serrasalmus medinai
  - Вид Serrasalmus nalseni
  - Вид Serrasalmus neveriensis
  - Вид Serrasalmus rhombeus
  - Вид Serrasalmus sanchezi
  - Вид Serrasalmus serrulatus
  - Вид Serrasalmus spilopleura
- Род Tometes
- Род Utiaritichthys
- Род †Megapiranha